# Segerns sötma
Segerns sötma (engelska: Sweet Smell of Success) är en amerikansk film noir från 1957 i regi av Alexander Mackendrick. I huvudrollerna ses Burt Lancaster, Tony Curtis, Susan Harrison och Martin Milner. 

## Handling
Filmen berättar historien om den mäktige och sjaskige kolumnisten J.J. Hunsecker (gestaltad av Lancaster, baserat på Walter Winchell) som använder sina förbindelser för att ödelägga sin systers förhållande med en man han anser ovärdig henne.

## Rollista i urval
- Burt Lancaster - J.J. Hunsecker
- Tony Curtis - Sidney Falco
- Susan Harrison - Susan Hunsecker
- Martin Milner - Steve Dallas
- Sam Levene - Frank D'Angelo
- Barbara Nichols - Rita
- David White - Elwell
- Jeff Donnell - Sally
- Joe Frisco - Herbie Temple
- Emile Meyer - Lt. Harry Kello, NYPD
- Edith Atwater - Mary
- Chico Hamilton - sig själv
- Fred Katz - cellisten